# MASCARA
『MASCARA』（マスカラ）は、高杉さと美の3作目のアルバム。2010年5月26日発売。

## 解説
- 前作『Prism』から約1年2ヶ月ぶりとなるオリジナルアルバム。「CD＋写真集」の初回限定生産盤、「CD＋DVD」「CDのみ」の通常盤の合計3形態でのリリース。
- DVDに収録される「マスカラ」のミュージックビデオには、コスチュームキューピーが出演している。

## 収録曲
CD
1. マスカラ
作詞：高杉さと美・遠藤幸三、作曲・編曲：奥田健介
2. サクライロ 
作詞：谷藤律子、作曲：NEMO、編曲：tasuku
3. ふたつの空
作詞：高杉さと美、作曲：masumi、編曲：鈴木ヒロト
4. 涙
作詞：高杉さと美、作曲：南ヤスヒロ、編曲：松井寛
5. 行方
作詞：高杉さと美、作曲：コモリタミノル、編曲：松井寛
6. プライド・ゲーム
作詞：c.close（黒須チヒロ）、作曲：成海カズト、編曲：松井寛
7. NOW!
作詞：高杉さと美、作曲：南ヤスヒロ、編曲：tasuku
8. sparky
作詞：タニザワトモフミ、作曲：クノシンジ、編曲：石崎光
9. three
作詞・作曲：高杉さと美、編曲：鈴木ヒロト
10. hand
作詞：高杉さと美、作曲：田中潤、編曲：中村康就
11. 明日を迎えに
作詞：高杉さと美、作曲・編曲：HIKARI

DVD
1. サクライロ (Music Video)
2. NOW! (Music Video)
3. マスカラ (Music Video)
4. サクライロ (Making)
5. NOW! (Making)
6. マスカラ (Making)

## 参加ミュージシャン
- 奥田健介（NONA REEVES） - Guitar（#1）
- Yu Sato - Bass（#1）
- Sigeru Komatsu - Drums（#1）
- 笠原直樹[1] - Bass（#2、7、11）
- tasuku - Programming&Other instruments（#2、7）
- 鈴木直人 - Guitar（#3、9）
- 鈴木ヒロト - Programming&Other instruments（#3、9）
- 石崎光（cafelon） - Guitar Bass&Background Vocal（#8）
- Chihiro Imai - Upright Piano（#8）
- 石嶺聡子 - Background Vocal（#8）
- Hiroaki Sano - Tambourine（#8）
- Toshino Tanabe - Bass（#9）
- 鈴木英俊 - Guitar（#10）
- Yasunari Nakamura - Programming&Other instruments（#10）
- HIKARI - Programming&Other instruments（#11）